# Agkistrodon bilineatus
El cantil o víbora de tierra mexicana (Agkistrodon bilineatus) es una especie de serpiente venenosa que pertenece a la subfamilia de las víboras de foseta. Su área de distribución incluye México y América Central, donde habita bosque seco, bosque tropical caducifolio, bosque espinoso, y sabana. También vive en vegetación ribereña y en tierras cultivadas y pastizales. Se alimenta de una amplia gama de pequeños vertebrados. Se distinguen tres subespecies que habitan las zonas costeras de México y América Central. El cantil es temido por su agresividad y la toxicidad de su veneno. En la actualidad es considerado una de las especies de serpientes más amenazadas en América, debido a la progresiva destrucción de su hábitat. Esta como sujeta a protección especial (Pr) por la NOM-059-SEMARNAT-2010 en México y como casi amenazada (NT) por la lista roja de la IUCN.

## Descripción
El cantil es una serpiente de tamaño medio-largo con una cola relativamente larga. El tamaño total de los adultos, es por lo general mayor a 80 cm (típicamente 80-120 cm), y el ejemplar más largo llegó a tener 138 cm. 

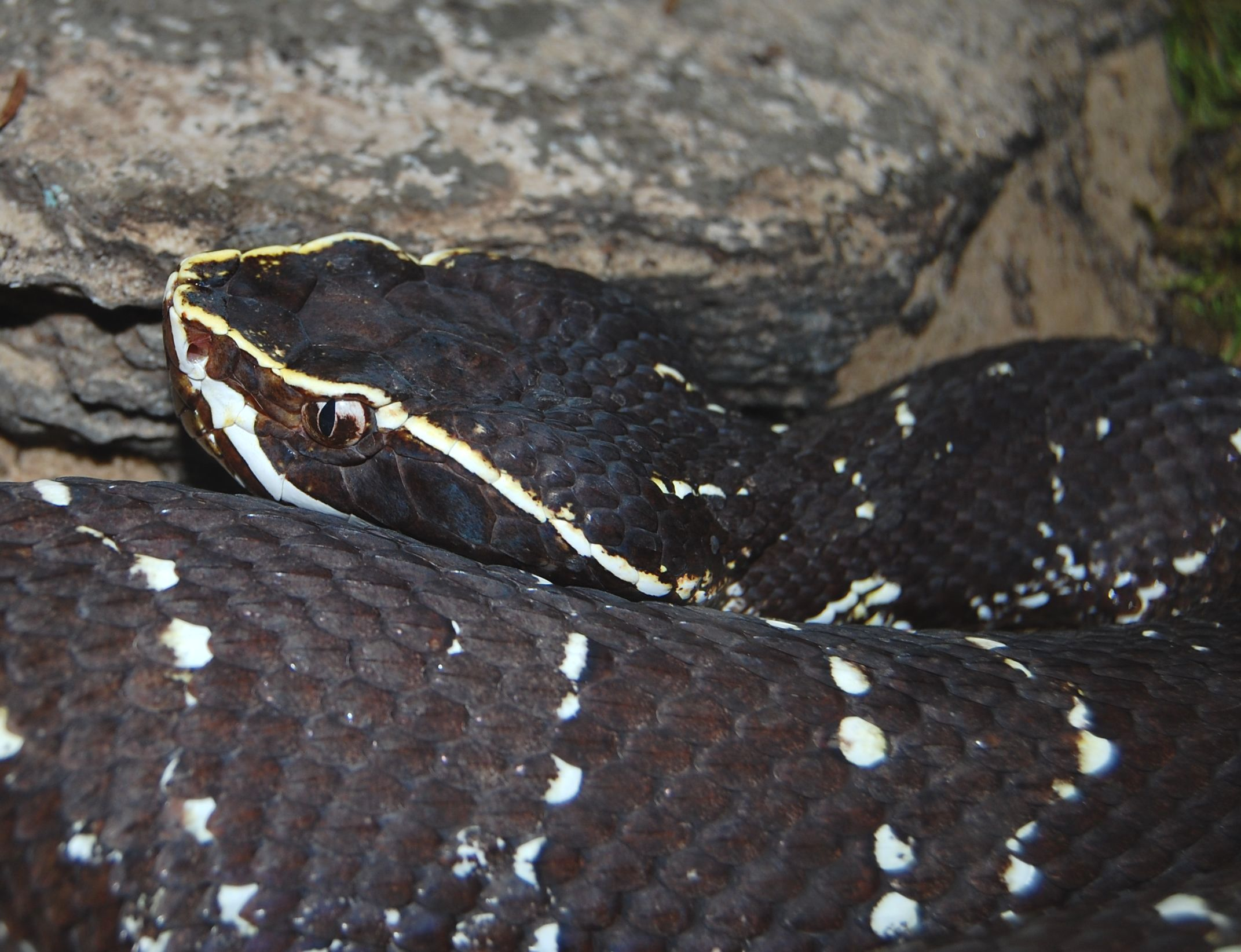
Agkistrodon bilineatus

La cabeza es relativamente ancha, de forma triangular, con ojos pequeños que tienen pupilas verticales. Posee un orificio (foseta loreal) a cada lado de la cabeza, entre el ojo y el orificio nasal. Se trata de un órgano termoreceptor muy sensible a las variaciones de temperatura que sirve para detectar las presas de sangre caliente.
El colorido puede variar, pero la mayoría tiene un color marrón o negro, con bandas de color marrón oscuro o negro, a veces con acentos de color blanco o crema. La subespecie A. b. taylori se caracteriza por tener un dibujo más elaborado, a menudo con bandas de colores distintos, a veces con acentos de color naranjo o amarillo, casi dorado. Los ejemplares juveniles tienen generalmente un color más claro en las bandas, y tienen una punta de cola de color verde o amarillo que utilizan para atraer presas. Al envejecer, el patrón de coloración se desvanece y se oscurece.

## Nombres comunes
Cantil, cantil enjaquimado. El nombre común, cantil, viene de la palabra tzeltal kantiil, que significa "labios amarillos". Otros nombres locales incluyen k'an ti, q'an ti, cantil de agua, cuatro narices, víbora castellana, cazadora, cumcoatl, gammarrilla, huolpoch en lengua maya , bil palka. En algunas regiones del estado de Nayarit (México), es conocida como 'pilcuate' así también es conocida en algunos lugares de oaxaca como rabo hueso, también es conocida como 'jicamilla' en algunos lugares del Estado de Guerrero y 'huolpoch' en Yucatán.en El Salvador conocido popularmente como Tamagás.
En la zona serrana de Badiraguato también se conoce como; burila

## Distribución geográfica
México y América Central. Por el lado del Atlántico se encuentra en Tamaulipas, Nuevo León, posiblemente el norte de Veracruz y Chiapas en el valle de Grijalva). En la península de Yucatán ocurre en Campeche, Yucatán, Quintana Roo y el norte de Belice. Por el lado del Pacífico se encuentra en el sur de Sonora (México), Guatemala, El Salvador, Honduras, Nicaragua hasta el noroeste de Costa Rica. En la vertiente del Pacífico la distribución es casi continua, mientras que en la vertiente del Atlántico es disyunta. La localidad tipo dada es "la costa del Pacífico de Guatemala."

## Estado de conservación
Esta especie está clasificada como casi amenazada (NT) en la Lista Roja de Especies Amenazadas de la UICN (v3.1, 2001).
Una especie está incluida como tal cuando ha sido evaluada según los criterios, pero no califica para en peligro crítico", en peligro o vulnerable en este momento, aunque queda probable que se califique así en un futuro próximo. La tendencia poblacional actual es en descenso. Año de la evaluación: 2007.
La principal preocupación ecológica es la pérdida de hábitat.

## Comportamiento

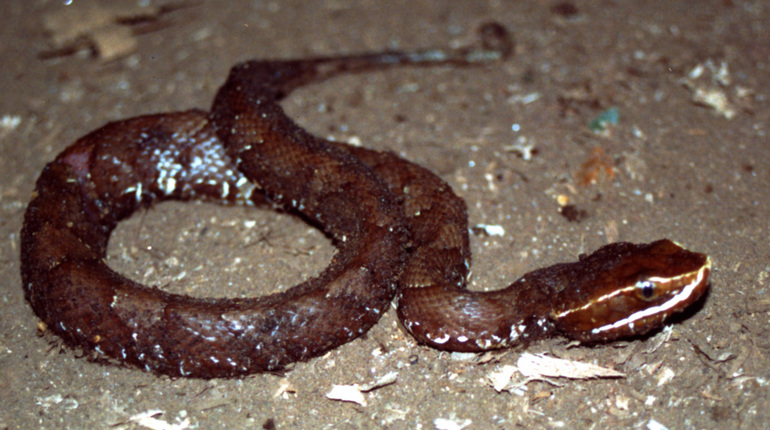
Agkistrodon bilineatus

Tiene la reputación de tener un carácter agresivo y de ser muy peligroso, una reputación probablemente no bien merecida. El cantil es tímido por naturaleza, y si se siente amenazado su primer instinto es por lo general de huir. Si no puede huir adopta un actitud amenazante, elevando la cabeza y, a veces, abriendo la boca. Por lo general solo ataca si no le queda otra opción.
Se alimenta de pequeños mamíferos, lagartos, aves, y anfibios. Los juveniles suelen comer invertebrados también.

## Reproducción
La reproducción tiene lugar en la primavera, y al igual que la mayoría de las demás especies de víboras de foseta los cantiles son ovovivíparos. Una camada tiene entre 5 y 20 crías.

## Veneno
Los venenos de víboras forman parte de una clase de toxinas naturales muy complejas que contienen una mezcla de enzimas, polipéptidos, iones metálicos y otros componentes cuyas funciones son hasta ahora poco conocidos. Los efectos de estos venenos son diversos. 
El veneno del cantil contiene hemotoxina y produce la degradación de proteínas (proteólisis) y la destrucción de tejido. Puede causar un dolor intenso, enrojecimiento, inflamación y necrosis en el área de la mordedura. El veneno también afecta los hemolíticos y los anticoagulantes, por lo que los pacientes siguen sangrando por la herida de la mordedura. El veneno también contiene la enzima fosfolipasa A2, que tiene un efecto tóxico sobre las fibras musculares. La destrucción de los tejidos puede resultar en la pérdida irreversible y permanente de la función de las extremidades afectadas.
La especie es temida en su área de distribución debido a su agresividad. Sus mordeduras causaron un número de muertes, que en algunos casos ocurrieron a pocas horas después del encuentro. Aunque hasta el presente no existen estudios amplios relativo al significado epidemiológico de las mordeduras del cantil, ello parece ser bajo en comparación a las de víboras Bothrops y serpientes de cascabel, especies que comparten la misma distribución geográfica.
Para tratar las mordeduras de esta especie, existe un antídoto polivalente producido por el Instituto Clodomiro Picado de Costa Rica.

## Subespecies
| Subespecies        | Autor de Taxón           | Nombre común     | Distribución |
| ------------------ | ------------------------ | ---------------- | --- |
| A. b. bilineatus   | Günther, 1863            | Cantil           | Planicie costera del Pacífico desde el sur de Sonora - Chiapas en México, sureste de Guatemala y El Salvador. También ocurre en el estado Mexicano de Morelos. |
| A. b. howardgloydi | Conant, 1984             | Castellana       | Planicie costera del Pacífico en Honduras, Nicaragua y Costa Rica.                                                                                             |
| A. b. russeolus    | Gloyd, 1972              | Cantil Yucateco  | La Península de Yucatán en México en los estados de Campeche, Quintana Roo y Yucatán, así como en el norte de Belice.                                          |
| A. b. taylori      | Burger & Robertson, 1951 | Cantil de Taylor | Noreste de México, en los estados Nuevo León, San Luis Potosí y Tamaulipas.                                                                                    |